# Vágur
Vágur (IPA: [ˈvɔavʊɹ], danska: Våg) är en by på Färöarna, belägen längst in i Vágsfjørður på Suðuroy. Vágur är centralort för kommunen med samma namn, och centrum för södra delen av ön. Med sina 1 331 invånare är samhället öns näst största efter Tvøroyri.
Vágur har en viktig fiskehamn med en hemmahörande fiskeflotta, skeppsvarv och flera mottagningar för fisk och förädlingsindustrier.

## Geografi
Vágur ligger innerst i Vágsfjørður, den näst längsta fjorden på ön, som skär in från öns östkust. Vágsfjørður har också en sydlig fjordarm, Lopransfjørður. Större delen av bebyggelsen i Vágur ligger på fjordens nordsida.
Avståndet mellan Vágsfjørður och Vágseiði på västsidan är en kilometer, och på detta avstånd ligger insjön Vatnið, som också kallas Vágsvatn eller Eiðisvatn. Runt insjön finns en anlagd gångväg.
Vágseiði var tidigare utgångspunkt för kustfiskare då väderförhållandena var för dåliga på östsidan. Från den 200 meter höga klippan Eggjarnar, eller  Skúvanes, finns utsikt söderut mot Beinisvørð.
I Hvannadalar strax norr om Vágur finns ett 30 100 m² stort skogsplantage, som planterades med olika träslag under 1950-talet.
Det finns vägförbindelse från Vágur till byn Porkeri längre österut på nordsidan av fjorden, och vidare mot Hov. Vägen fortsätter till byarna längre norrut på ön via en vägtunnel. På vägen till Porkeri ligger byn Nes, som statistiskt och administrativt räknas till Vágur. I nordvästlig riktning från Vágur går en bergsväg till gården i Fámara och kraftverket Botnur. Söderut längs med fjorden finns vägtunnel till byarna Lopra, Akrar och Sumba.

## Historia
Namnet är ett färöiskt naturnamn, våg, som återfinns på flera platser runt Färöarna. Vágur är inte landnamsbyggt, och blir första gången omnämnd i Hundbrevet från slutet av 1300-talet. I Kráarbøur i Vágur finns den gamla gravhögen Tormansgrøv från medeltiden. Byn omnämns som Suddre Wagh 1447 och Vaij i jordeboken 1584. Tidigt under 1700-talet fanns ett tjugotal hus i byn, som beskrevs som fattig. Vid folkräkningen 1801 fanns i byn 16 hus.
Den ursprungliga kyrkoplatsen i Vágur låg på Kikjuklettur. Efter reformationen höll broder Andrass, tidigare katolsk präst, den första lutherska predikan på Färöarna i byn. Den sista kyrkan på Kirkjuklettur uppfördes 1853, men demonterades och flyttades till Hov 1939. Grunden till dagens Vágurs kyrka, som ligger centralt i byn, lades 1927 och kyrkobyggnaden invigdes 1939.
Vágur finns ett minnesmärke för nationalhjälten Nólsoyar Páll.

## Befolkningsutveckling
| Befolkningsutvecklingen i Vágur 1985–2015 | Befolkningsutvecklingen i Vágur 1985–2015 | Befolkningsutvecklingen i Vágur 1985–2015 | Befolkningsutvecklingen i Vágur 1985–2015 | Befolkningsutvecklingen i Vágur 1985–2015 |
| ----------------------------------------- | ----------------------------------------- | ----------------------------------------- | ----------------------------------------- | ----------------------------------------- |
|                                           |                                           |                                           |                                           |                                           |
| År                                        |                                           |                                           | Folkmängd                                 |                                           |
| 1985                                      | 1985                                      |                                           | 1 731                                     |                                           |
| 1990                                      | 1990                                      |                                           | 1 651                                     |                                           |
| 1995                                      | 1995                                      |                                           | 1 419                                     |                                           |
| 2000                                      | 2000                                      |                                           | 1 367                                     |                                           |
| 2005                                      | 2005                                      |                                           | 1 398                                     |                                           |
| 2010                                      | 2010                                      |                                           | 1 375                                     |                                           |
| 2015                                      | 2015                                      |                                           | 1 331                                     |                                           |
|                                           |                                           |                                           |                                           |                                           |

## Samhället
Kommunen utskildes från Suðuroys prästgäldskommun 1906 och tillsammans med Nes bildades en ny kommun. Politiskt har väljarna i Vágur ofta föredragit de socialistiska partierna Javnaðarflokkurin och Tjóðveldi. De två partierna samarbetade och Dennis Holm från Tjóðveldi valdes till borgmästare i kommunen mellan 2013 och 2016. Borgerliga väljare på Suðuroy har ofta föredragit det danskvänliga partiet Sambandsflokkurin, som inte stått lika starkt i Vágur under 2000-talet. Däremot har politiker som Annika Olsen och Jacob Vestergaard lyckats få väljare till Fólkaflokkurin.
Vágur har en idrottshall samt en fotbollsplan. Det tidigare badhuset, Vágurs simhall, med en 25 meter lång simbassäng stängdes under 2015 då den nya Pálshøll öppnar med 50 metersbassäng vid Vágsverkið, tillsammans med en klinik med läkare, tandläkare och fotterapeut. Vágur har också ett hotell, en bank och flera butiker. Det första vattenkraftverket på Färöarna byggdes i Botn vid Vágur 1921. Byggarbetet leddes av den norska ingenjören Håkon Blauuw, och finansierades av lån på totalt 919 417 kroner. Detta var lån från både privata, sparkapital och statslån. Dagens två turbiner installerades 1965 och 1966, och har en effekt på 1,1 MW och 2,2 MW. Förutom detta kraftverket finns också ett dieselverk på sydsidan av fjorden, Vágsverkið. Simhallen, som har Färöarnas första 50 meter långa simbana, återanvänder värmen från dieselkraftverket och kan därför drivas billigt. Simhallen är till stor del byggd av frivillig arbetskraft och för sponsorspengar.

## Kända personer från Vágur
- Jákup Dahl (1878–1944), prost och separatist
- Johan Dahl (1959–), politiker (JF)
- Pauli Dahl (1898–1977), läkare och separatist
- Niels Pauli Danielsen (1938–), sockenpräst och politiker (KrF)
- Pál Joensen (1990-), simmare
- Hergeir Nielsen (1949–), politiker (T)
- Martin Næs (1953–), författare
- Marita Petersen (1940–2001), politiker (JF)
- Ruth Smith (1913–1958), konstnär
- Hans Pauli Strøm (1947–), politiker (JF)
- Ingeborg Vinther (1945–), fackföreningsledare